# Stefan Widenholm
Bo Stefan Lennart Widenholm, född 16 november 1964, är en tidigare svensk advokat med inriktning på affärsjuridik och idrottsledare, som tidigare var ordförande i AIK:s huvudstyrelse. Han blev utesluten ur advokatsamfundet 20 mars 2025.
Widenholm tog juris kandidat-examen vid Stockholms universitet 1990. Efter att tidigare ha varit ledamot och vice ordförande var han 2006–2008 ordförande i AIK:s huvudstyrelse. Han var även med och bildade supporterklubben Smokinglirarna.